# Медведев, Илья Алексеевич
Илья Алексеевич Медведев (19 июня 1915 года — 16 августа 1983 года) — командир стрелкового взвода 69-го гвардейского стрелкового полка (21-я гвардейская стрелковая дивизия, 4-я ударная армия, 2-й Прибалтийский фронт), гвардии сержант.

## Биография
Родился в крестьянской семье в деревне Денисовка Седельниковской волости Тарского уезда Тобольской губернии (в настоящее время Седельниковский район Омской области). Окончил 10 классов школы, работал в колхозе.
20 марта 1942 года Рыбинским горвоенкоматом был призван в ряды Красной армии. С 6 сентября 1942 года на фронтах Великой Отечественной войны.
Приказом по 171-у стрелковому полку 182-й дивизии Северо-Западного фронта от 27 августа 1943 года красноармеец Медведев был награждён медалью «За отвагу» за мужество и героизм в боях против немецко-фашистских захватчиков и за то, что находясь в составе разведывательной группы в ночь 23—24 августа, огнём своего автомата и гранатами подавил огневую точку противника, чем дал возможность группе отойти без потерь. В этом бою был ранен, но дал возможность выполнить боевую задачу.
В бою за деревню Старица в Псковской области 17 января 1944 года гвардии рядовой Медведев первым ворвался в деревню, и обнаружив огневую точку противника, подобрался к ней и автоматным огнём и гранатами уничтожил её расчёт. Был ранен, но оставался в строю. Приказом по 21-й гвардейской стрелковой дивизии от 24 января 1944 года он был награждён орденом Славы 3-й степени.
В Псковской области 3 февраля 1944 года в бою за деревню Нидище к северо-западу от города Новосокольники гвардии рядовой Медведев проник в траншею противника и автоматным огнём уничтожил более 10 солдат противника, 2-х взял в плен. Приказом по 10-й гвардейской армии от 11 февраля 1944 года был награждён вторым орденом Славы 3-й степени. Указом Президиума Верховного Совета СССР от 12 марта 1980 года был перенаграждён орденом Славы 1-й степени.
В бою за железнодорожную линию и шоссе Двинск (Даугавпилс) — Рига  в районе деревни Аушгалены командир стрелкового взвода гвардии сержант Медведев, подняв свой взвод в атаку, первым ворвался в траншею противника и автоматным огнём и гранатами уничтожил 14 солдат противника, а одного взял в плен. За взводом в бой поднялась вся рота и деревня была взята. В бою был ранен, но оставался на боевом посту до окончания выполнения боевой задачи. Приказом по 3-й ударной армии от 8 сентября 1944 года был награждён орденом Славы 2-й степени.
Был демобилизован в 1945 году. Вернулся на родину, жил в селе Седельниково, работал на хлебозаводе.
Скончался 16 августа 1980 года.